# 库尔班·吐鲁木
库尔班·吐鲁木（維吾爾語：قۇربان تۇلۇم‎，拉丁维文：qurban tulum‎，1883年—1975年5月26日），俗称库尔班大叔，是居住在新疆于田县托格日尕孜乡克里雅河绿洲的维吾尔农民，第四届全国人大代表。他被中国共产党视为民族团结的象征。

## 生平
小时候父母就在巴依（地主）依斯木家做农奴病亡。年幼的库尔班白天做童工，晚上就睡在巴依家的牛圈里。少年时期开始在依斯木家做长工，干了23年，没有攒下一寸地、一间房。后被送给了本村富农塔拉阿洪家当长工16年，不允许住进院子里，只能睡在壕沟里。最后，库尔班带着妻子和孩子六口人逃入了塔克拉玛干大沙漠深处的克里雅河绿洲无人区生活了17年。
1950年年初，进驻于田县的中国人民解放军第二军第五师（前身为八路军第三五九旅）战士遇到了库尔班，通过该村当年和库尔班大叔一起给巴依当过长工的维族村干部做解释工作，把库尔班接回了村子。1952年7月，新疆分局第二届党代会通过了《关于在新疆农业区实行土改的决议》，年近七旬的库尔班在土改中分到了14亩地、一间房子，一头毛驴，以及一些农具。1953年秋收后，库尔班骑着毛驴赶到托格日尕孜乡人民政府，找到乡领导请批准库尔班去北京见毛主席表示感谢分地并取得大丰收。乡领导劝他“你现在就应该响应毛主席的号召将生产搞好，到时候你干出成绩来了，再去跟毛主席报喜也不迟啊！”随后，库尔班掏钱买了一头牛，交给互助组使用，在接下来的几年里累计向国家缴纳了4900多斤公粮，成了当地知名的种粮大户。专门请乡里的汉族干部替他给毛泽东主席写了7封信，还给毛泽东主席寄去一些精心挑选出来的水果干。中央办公厅给库尔班回了4封信，还按照库尔班大叔的请求给他寄来了一张毛泽东主席的照片。1956年10月丰收后，库尔班决定是时候去北京见毛泽东主席了，考虑到乡领导一直劝他“于田距离北京太远了，你赶不过去”，库尔班打了100多斤馕，挑选了一些晒好的水果干，放在布包里，骑着毛驴动手进京。乡亲们劝他走不到，库尔班回答“就算一年走不到，10年呢？不想去的地方半步也嫌远，想去的地方再远也算近了。”乡领导报告了于田县县委书记李玉轩，李玉轩追上库尔班，劝他“于田离北京有1万多里路呢，就算是坐火车也得好多天。不如将来搭汽车再去。”新疆区委第一书记王恩茂到于田视察时，听当地同志报告“库尔班大叔骑驴进京”的事，深受感动，接见了库尔班。王恩茂对库尔班说：“将来有机会的话，一定让你去北京！”
1958年5月，库尔班入选新疆农业参观团，去北京参观农具展。6月18日代表团抵达北京后，库尔班先后两次请人帮他给毛泽东主席写信：“我是日日夜夜想念您的库尔班，现在从于田来到了北京，请主席一定抽空见一面。”在寄信时，库尔班还专门问工作人员怎么寄最快。当时自治区领导正在北京开会，农业参观团的领导将库尔班的意愿向自治区领导做了报告后，自治区领导把这件事情报告给了中共中央办公厅。6月27日中共中央办公厅通知新疆农业参观团：毛主席明天将在中南海接见参观团全体成员。6月28日中午集体接见后，库尔班走出队列对毛泽东主席行了一个民族礼，毛泽东主席在翻译的协助下询问了库尔班的近况。6月29日毛泽东主席专门派工作人员前往库尔班的住处探望，并带他在王府井百货大楼参观，为库尔班买了一条7米长的条绒布。
回到家乡后，库尔班在农业生产中努力劳动，1959年在家乡于田县红旗公社二管理区三大队入党，后来还被评为全国劳动模范。
库尔班1975年当选第四届全国人民代表大会代表。

## 影响

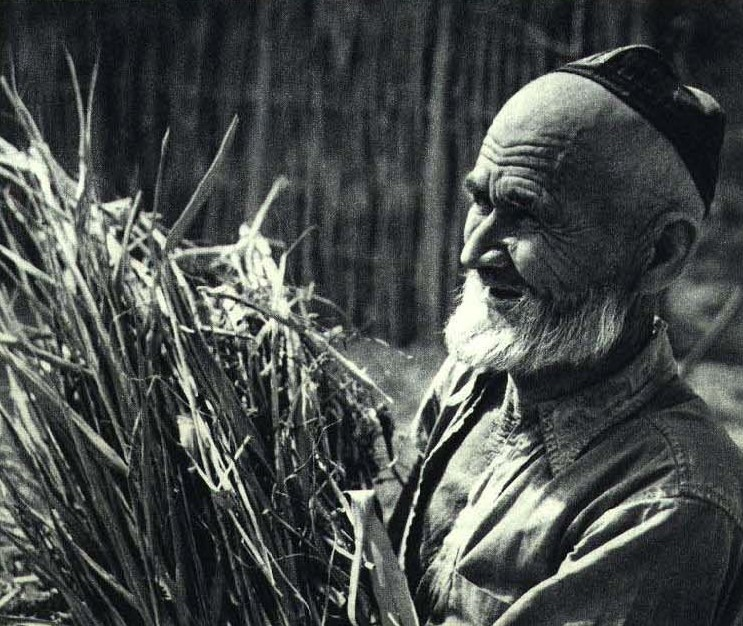
1965年的库尔班·吐鲁木

今天，和田市的团结广场和于田县市中心都有建立他与毛主席会见的雕像。
其家乡所在村建有库尔班大叔纪念室。
在宣传方面，有制作《库尔班大叔您去哪儿？》的歌曲和《库尔班大叔上北京》的电影。